# فرودگاه اوکینورابو
فرودگاه اوکینورابو (به انگلیسی: Okinoerabu Airport) (به زبان بومی: Okierabu Airport) یک فرودگاه همگانی با کد یاتا OKE است که یک باند فرود آسفالت بتن دارد و طول باند آن ۱۳۵۰ متر است. این فرودگاه در کشور ژاپن قرار دارد .